# Chrysophyllum mexicanum
Chrysophyllum mexicanum là một loài thực vật có hoa trong họ Hồng xiêm. Loài này được Brandegee mô tả khoa học đầu tiên năm 1924.